# 24 godziny: Wybawienie
24 godziny: Wybawienie (ang. 24: Redemption, 2008) – amerykański pełnometrażowy film telewizyjny na podstawie serialu 24 godziny; jego premiera odbyła się 23 listopada 2008 na kanale FOX w Stanach Zjednoczonych. W Polsce miał premierę 10 października 2009 na kanale Canal+. Scenariusz filmu został napisany przez Howarda Gordona, a wyreżyserował go Jon Cassar. Fabuła filmu 24 godziny: Wybawienie czasowo umieszczona jest w okresie między szóstym a siódmym sezonem serialu, w godzinach między 3 i 5 nad ranem.
Akcja rozgrywa się w Sangali, fikcyjnym afrykańskim kraju, w którym Jack Bauer (Kiefer Sutherland) próbuje odnaleźć spokój wewnętrzny, pracując jako misjonarz w szkole dla sierot zbudowanej przez Carla Bentona (Robert Carlyle). Jack zostaje wezwany przez senat Stanów Zjednoczonych w sprawie łamania praw człowieka, postanawia jednak to wezwanie zignorować.
Pierwotnie tytuł filmu brzmiał 24: Exile, a koncepcja jego stworzenia narodziła się w czasie strajku scenarzystów w Stanach Zjednoczonych, który spowodował przerwę w tworzeniu siódmego sezonu serialu. Film kręcono częściowo w Kapsztadzie, ponieważ producenci stwierdzili, że trudno jest naśladować autentyczne wydarzenia scenerii afrykańskiej w Ameryce.

## Obsada
- Kiefer Sutherland jako Jack Bauer
- Jon Voight jako Jonas Hodges
- Robert Carlyle jako Carl Benton
- Carly Pope jako Samantha Roth
- Eric Lively jako Roger Taylor
- Colm Feore jako Henry Taylor
- Gil Bellows jako Frank Trammell
- Bob Gunton jako Ethan Kanin
- Tony Todd jako generał Benjamin Juma
- Peter MacNicol jako Tom Lennox
- Powers Boothe jako prezydent Noah Daniels
- Sprague Grayden jako Olivia Taylor
- Cherry Jones jako prezydent elekt Allison Taylor
- Sean Cameron Michael jako Charles Solenz
- Hakeem Kae-Kazim jako pułkownik Ike Dubaku

## Nagrody
Złote Globy 2009
- nominacja: najlepszy aktor w miniserialu lub filmie telewizyjnym − Kiefer Sutherland